# Danh sách manga bán chạy nhất
Đây là một danh sách chưa hoàn tất, và có thể sẽ không bao giờ thỏa mãn yêu cầu hoàn tất. Bạn có thể đóng góp bằng cách mở rộng nó bằng các thông tin đáng tin cậy.
Đây là danh sách các manga Nhật Bản bán chạy nhất từ trước cho đến nay, xét theo tổng số lượng từng tập tankōbon được bán ra. Danh sách này chỉ đề cập đến manga Nhật Bản, không bao gồm manhwa, manhua hoặc manga tiếng Anh.

## Tối thiểu 212 triệu bản
‡ Đánh dấu doanh số của truyện bao gồm cả bản kỹ thuật số.
| Truyện                                            | Tác giả                                       | Nhà xuất bản | Số tập | Ngày xuất bản | Doanh số xấp xỉ |
| ------------------------------------------------- | --------------------------------------------- | ------------ | ------ | ------------- | --------------- |
| One Piece                                         | Oda Eiichiro                                  | Shueisha     | 104    | 1997–nay      | 500 triệu       |
| Golgo 13                                          | Takao Saito                                   | Shogakukan   | 201    | 1983 - nay    | 300 triệu †     |
| Bảy viên ngọc rồng                                | Toriyama Akira                                | Shueisha     | 42     | 1984 - nay    | 350 triệu †     |
| Naruto                                            | Kishimoto Masashi                             | Shueisha     | 72     | 1999–2014     | 250 triệu †     |
| Thám tử lừng danh Conan                           | Aoyama Gōshō                                  | Shogakukan   | 102    | 1994–nay      | 230 triệu †     |
| Black Jack                                        | Osamu Tezuka                                  | Kondansha    | 17     | 1973-1983     | 176 triệu       |
| Doraemon                                          | Fujiko F. Fujio                               | Shogakukan   | 45     | 1969–1996     | 170 triệu†      |
| Slam Dunk                                         | Takehiko Inoue                                | Shueisha     | 31     | 1990–1996     | 157 triệu       |
| Kochira Katsushika-ku Kameari Kōen-mae Hashutsujo | Osamu Akimoto                                 | Shueisha     | 200    | 1976–2016     | 156,5 triệu†    |
| Thanh gươm diệt quỷ                               | Gotōge Koyoharu                               | Shueisha     | 23     | 2016 - 2020   | 150 triệu†      |
| Shin – Cậu bé bút chì                             | Usui Yoshito                                  | Futabasha    | 60     | 1990-nay      | 148 triệu†      |
| Oishinbo                                          | Tetsu Kariya và Akira Hanasaki                | Shogakukan   | 110    | 1983–2014     | 135 triệu       |
| Bleach                                            | Tite Kubo                                     | Shueisha     | 74     | 2001-2016     | 120 triệu†      |
| Astro Boy                                         | Osamu Tezuka                                  | Kobunsha     | 23     | 1952–1968     | 100 triệu       |
| Attack on Titan                                   | Isayama Hajime                                | Kodansha     | 34     | 2009–2021     | 100 triệu †‡    |
| Hokuto no Ken                                     | Buronson, Hara Tetsuo                         | Shueisha     | 27     | 1983–1988     | 100 triệu†      |
| Thám tử Kindaichi                                 | Kanari Yōzaburō, Seimaru Amagi và Satō Fumiya | Kodansha     | 87     | 1992–nay      | 100 triệu †     |
| Touch                                             | Mitsuru Adachi                                | Shogakukan   | 26     | 1981–1986     | 100 triệu       |

## Từ 50 đến 100 triệu bản
| Truyện                        | Tác giả                              | Nhà xuất bản     | Thể loại      | Số tập | Xuất bản  | Doanh số xấp xỉ |
| ----------------------------- | ------------------------------------ | ---------------- | ------------- | ------ | --------- | --------------- |
| Hajime no Ippo                | George Morikawa                      | Kodansha         | Shōnen        | 131    | 1989–nay  | 96 triệu†       |
| Jojo's Bizarre Adventure      | Hirohiko Araki                       | Shueisha         | adventure     | 131    | 1987-nay  | 90 triệu        |
| Baki the Grappler             | Itagaki Keisuke                      | Shoten Akita     | Shōnen        | 158    | 1991–nay  | 85 triệu †      |
| Vagabond                      | Inoue Takehiko                       | Kodansha         | Seinen        | 37     | 1998–2015 | 82 triệu        |
| Tsubasa – Giấc mơ sân cỏ      | Takahashi Yōichi                     | Shueisha         | Shōnen        | 96     | 1981–nay  | 80 triệu †      |
| Giả kim thuật sư              | Arakawa Hiromu                       | Enix/Square Enix | Shōnen        | 27     | 2001–2010 | 80 triệu †      |
| Kingdom                       | Hara Yasuhisa                        | Shueisha         | Seinen        | 61     | 2006–nay  | 80 triệu †‡     |
| Sangokushi                    | Mitsuteru Yokoyama                   | Ushio Shuppansha | Shōnen        | 60     | 1971–1986 | 80 triệu        |
| Hunter x Hunter               | Togashi Yoshihiro                    | Shūeisha         | Shōnen        | 36     | 1998–2018 | 78 triệu †      |
| Kinnikuman                    | Yudetamago                           | Shueisha         | Shōnen/Seinen | 74     | 1979–nay  | 77 triệu †      |
| Rurouni Kenshin               | Watsuki Nobuhiro                     | Shueisha         | Shōnen        | 28     | 1994–1999 | 72 triệu †‡     |
| Fairy Tail                    | Mashima Hiro                         | Kodansha         | Shōnen        | 63     | 2006–2018 | 80 triệu        |
| Sangokushi                    | Yokoyama Mitsuteru                   | Shuppansha Ushio | Shōnen        | 60     | 1971–1986 | 70 triệu        |
| Con nhà giàu                  | Kamio Yoko                           | Shueisha         | Shōjo         | 37     | 1992–2003 | 61 triệu†       |
| Major                         | TMitsuda Takuya                      | Shogakukan       | Shōnen        | 78     | 1994–2010 | 60,5 triệu† }}  |
| Minami no Teiō                | Tennōji Dai và Gō Rikiya             | Nihon Bungeisha  | Seinen        | 128    | 1992–nay  | 53 triệu        |
| Rokudenashi Blues             | Morita Masanori                      | Shueisha         | Shōnen        | 42     | 1988–1997 | 60 triệu†       |
| The Prince of Tennis          | Konomi Takeshi                       | Shueisha         | Shōnen        | 42     | 1999–2008 | 60 triệu †      |
| Gin Tama                      | Sorachi Hideaki                      | Shueisha         | Shōnen        | 77     | 2003–2019 | 55,5 triệu †    |
| Bad Boys                      | Tanaka Hiroshi                       | Shōnen Gahōsha   | Seinen        | 22     | 1988–1996 | 55 triệu†       |
| H2                            | Adachi Mitsuru                       | Shogakukan       | Shōnen        | 34     | 1992–1999 | 55 triệu        |
| Initial D                     | Shuichi Shigeno                      | Kodansha         | Seinen        | 48     | 1995–2013 | 55 triệu        |
| Minami no Teiō                | Tennōji Dai, Gō Rikiya               | Nihon Bungeisha  | Shōnen        | 159    | 1992–nay  | 53 triệu        |
| Berserk                       | Miura Kentaro                        | Hakusensha       | Seinen        | 40     | 1989–nay  | 50 triệu †‡     |
| Ranma ½                       | Takahashi Rumiko                     | Shogakukan       | Shōnen        | 38     | 1987–1996 | 55 triệu †      |
| City Hunter                   | Hojo Tsukasa                         | Shueisha         | Shōnen        | 35     | 1985–1991 | 50 triệu †      |
| Devilman                      | Nagai Go                             | Kodansha         | Shōnen        | 5      | 1972–1973 | 50 triệu        |
| Inuyasha                      | Takahashi Rumiko                     | Shogakukan       | Shōnen        | 56     | 1996–2008 | 50 triệu        |
| Jujutsu Kaisen                | Akutami Gege                         | Shueisha         | Shōnen        | 17     | 2018–nay  | 50 triệu †‡     |
| Dragon Quest: Dai no Daibōken | Sanjo Riku, Horii Yuji và Inada Koji | Shueisha         | Shōnen        | 37     | 1989–1996 | 50 triệu        |
| Mặt nạ thủy tinh              | Miuchi Suzue                         | Hakusensha       | Shōjo         | 49     | 1976–nay  | 50 triệu        |
| Great Teacher Onizuka         | Fujisawa Tooru                       | Kodansha         | Seinen        | 25     | 1997–2002 | 50 triệu        |
| Học viện siêu anh hùng        | Horikoshi Kōhei                      | Shueisha         | Shōnen        | 30     | 2014naya  | 50 triệu †‡     |
| Haikyū!!                      | Furudate Haruichi                    | Shueisha         | Shōnen        | 45     | 2012–2020 | 50 triệu        |
| Rookies                       | Morita Masanori                      | Shueisha         | Shōnen        | 24     | 1998–2003 | 50 triệu        |
| Hành trình U Linh Giới        | Togashi Yoshihiro                    | Shueisha         | Shōnen        | 19     | 1990–1994 | 50 triệu        |
| Nana                          | Yazawa Ai                            | Shueisha         | Shōjo         | 21     | 2000–2009 | 50 triệu†       |
| Shoot!                        | Ooshima Tsukasa                      | Kodansha         | Shōnen        | 33     | 1990–2003 | 50 triệu        |
| Cobra                         | Buichi Terasawa                      | Shueisha         | Shōnen        | 18     | 1978–1984 | 50 triệu        |

## Từ 20 triệu đến 30 triệu bản
| Truyện                                | Tác giả                                         | Nhà xuất bản             | Thể loại | Số tập | Xuất bản  | Doanh số xấp xỉ |
| ------------------------------------- | ----------------------------------------------- | ------------------------ | -------- | ------ | --------- | --------------- |
| Futari Ecchi                          | Aki Katsu                                       | Hakusensha               | Seinen   | 64     | 1997–nay  | 29.5 triệu      |
| Hayate Densetsu Tokkō no Taku         | Saki Hiroto và Tokoro Jūzō                      | Kodansha                 | Shōnen   | 27     | 1991–1997 | 29 triệu†       |
| Tokimeki Tonight                      | Ikeno Koi                                       | Shueisha                 | Shōjo    | 30     | 1982–1994 | 28 triệu†       |
| Worst                                 | Takahashi Hiroshi                               | Akita Shoten             | Shōnen   | 31     | 2002–2013 | 28 triệu        |
| Itazura na Kiss                       | Tada Kaoru                                      | Shueisha                 | Shōjo    | 23     | 1990–1999 | 27 triệu†       |
| The Seven Deadly Sins                 | Suzuki Nakaba                                   | Kodansha                 | Shōnen   | 28     | 2012–nay  | 27 triệu        |
| Yūkan Club                            | Ichijo Yukari                                   | Shueisha                 | Shōjo    | 19     | 1982–2002 | 27 triệu        |
| Asari-chan                            | Mayumi Muroyama                                 | Shogakukan               | Shōjo    | 100    | 1978–2014 | 26.5 triệu†     |
| Reborn!                               | Amano Akira                                     | Shueisha                 | Shōnen   | 42     | 2004–2012 | 26.5 triệu      |
| Baribari Legend                       | Shigeno Shuichi                                 | Kodansha                 | Shōnen   | 38     | 1983–1991 | 26 triệu†       |
| Sakigake!! Otokojuku                  | Miyashita Akira                                 | Shueisha                 | Shōnen   | 34     | 1985–1991 | 26 triệu†       |
| Shaman King                           | Takei Hiroyuki                                  | Shueisha                 | Shōnen   | 32     | 1998–2004 | 26 triệu        |
| Ace of Diamond                        | Terajima Yuji                                   | Kodansha                 | Shōnen   | 46     | 2006–nay  | 25 triệu        |
| Angel Heart                           | Hojo Tsukasa                                    | Shinchosha Tokuma Shoten | Seinen   | 45     | 2001–nay  | 25 triệu†       |
| Boys Be...                            | Itabashi Masahiro và Tamakoshi Hiroyuki         | Kodansha                 | Shōnen   | 32     | 1991–1997 | 25 triệu†       |
| Hikaru - Kì thủ cờ vây                | Hotta Yumi và Obata Takeshi                     | Shueisha                 | Shōnen   | 23     | 1998–2003 | 25 triệu        |
| Maison Ikkoku                         | Takahashi Rumiko                                | Shogakukan               | Seinen   | 15     | 1980–1987 | 25 triệu        |
| Miyuki                                | Adachi Mitsuru                                  | Shogakukan               | Shōnen   | 12     | 1980–1984 | 25 triệu        |
| Seito Shokun!                         | Shoji Yoko                                      | Kodansha                 | Shōjo    | 65     | 1977–nay  | 25 triệu        |
| Tsuribaka Nisshi                      | Yamasaki Jūzō và Kitami Kenichi                 | Shogakukan               | Seinen   | 91     | 1979–nay  | 25 triệu        |
| Ahiru no Sora                         | Takeshi Hinata                                  | Kodansha                 | Shōnen   | 48     | 2004–nay  | 24 triệu†       |
| Black Butler                          | Toboso Yana                                     | Square Enix              | Shōnen   | 25     | 2006–nay  | 24 triệu        |
| Blue Lock                             | Kaneshiro Muneyuki và Nomura Yūsuke             | Kodansha                 | Shōnen   | 23     | 2018–nay  | 24 triệu        |
| Magi: Mê cung huyền thoại             | Ohtaka Shinobu                                  | Shogakukan               | Shōnen   | 37     | 2009–2017 | 23 triệu        |
| Neon Genesis Evangelion               | Sadamoto Yoshiyuki                              | Kadokawa Shoten          | Shōnen   | 14     | 1994–2013 | 23 triệu        |
| D.Gray-man                            | Hoshino Katsura                                 | Shueisha                 | Shōnen   | 24     | 2004–nay  | 22.5 triệu†     |
| Abu-san                               | Mizushima Shinji                                | Shogakukan               | Seinen   | 107    | 1973–2014 | 22 triệu        |
| Chihayafuru                           | Suetsugu Yuki                                   | Kodansha                 | Josei    | 36     | 2007–nay  | 22 triệu†       |
| Patalliro!                            | Maya Mineo                                      | Hakusensha               | Shōjo    | 94     | 1979–nay  | 22 triệu†       |
| Zatch Bell!                           | Raiku Makoto                                    | Shogakukan               | Shōnen   | 33     | 2001–2007 | 22 triệu        |
| Dōbutsu no Oisha-san                  | Sasaki Noriko                                   | Hakusensha               | Shōnen   | 12     | 1987–1993 | 21.6 triệu†     |
| Ashita no Joe                         | Kajiwara Ikki và Chiba Tetsuya                  | Kodansha                 | Shōnen   | 20     | 1968–1973 | 20 triệu        |
| Assassination Classroom               | Matsui Yūsei                                    | Shueisha                 | Shōnen   | 21     | 2012–2016 | 20 triệu†       |
| Dragon Quest Retsuden: Roto no Monshō | Kawamata Chiaki, Koyanagi Junji, Fujiwara Kamui | Enix                     | Shōnen   | 21     | 1991–1997 | 20 triệu        |
| Eyeshield 21                          | Inagaki Riichiro và Murata Yusuke               | Shueisha                 | Shōnen   | 37     | 2002–2009 | 20 triệu†       |
| Gantz                                 | Oku Hiroya                                      | Shueisha                 | Seinen   | 37     | 2000–2013 | 20 triệu        |
| Ginga Legend Weed                     | Takahashi Yoshihiro                             | Nihon Bungeisha          | Seinen   | 90     | 1999–nay  | 20 triệu        |
| Hell Teacher Nūbē                     | Makura Shō và Okano Takeshi                     | Shueisha                 | Shōnen   | 31     | 1993–1999 | 20 triệu†       |
| Kaiji                                 | Fukumoto Nobuyuki                               | Kodansha                 | Seinen   | 49     | 1996–2009 | 20 triệu        |
| Kimagure Orange Road                  | Matsumoto Izumi                                 | Shueisha                 | Shōnen   | 18     | 1984–1987 | 20 triệu†       |
| Kimi ni Todoke                        | Shiina Karuh                                    | Shueisha                 | Shōjo    | 23     | 2005–nay  | 20 triệu†       |
| Monster                               | Urasawa Naoki                                   | Shogakukan               | Seinen   | 18     | 1994–2001 | 20 triệu        |
| Negima! Magister Negi Magi            | Akamatsu Ken                                    | Kodansha                 | Shōnen   | 38     | 2003–2012 | 20 triệu        |
| Oh My Goddess!                        | Fujishima Kōsuke                                | Kodansha                 | Seinen   | 48     | 1988–2014 | 20 triệu        |
| The Rose of Versailles                | Ikeda Riyoko                                    | Shueisha                 | Shōjo    | 10     | 1972–1973 | 20 triệu        |
| Sukeban Deka                          | Shinji Wada                                     | Hakusensha               | Shōjo    | 22     | 1976–1982 | 20 triệu        |
| Tokyo Daigaku Monogatari              | Egawa Tatsuya                                   | Shogakukan               | Seinen   | 34     | 1992–2001 | 20 triệu        |
| Toriko                                | Shimabukuro Mitsutoshi                          | Shueisha                 | Shōnen   | 37     | 2008–nay  | 20 triệu†       |
| Tsubasa: Reservoir Chronicle          | CLAMP                                           | Kodansha                 | Shōnen   | 28     | 2003–2009 | 20 triệu        |

## Chú ý
1. ↑  Includes Angel Heart and Angel Heart: 2nd Season.
2. ↑  Includes Seito Shokun!'s sequel series Seito Shokun! Kyoshi-hen.
3. ↑  Includes Ginga Legend Weed's sequel series Ginga Legend Weed: Orion.
4. ↑  Includes Tobaku Mokushiroku Kaiji's sequel series; Tobaku Hakairoku Kaiji, Tobaku Datenroku Kaiji, and  Tobaku Datenroku Kaiji Kazuya-Hen.